# Marcantonio Trivisano dózse képmása
A Marcantonio Trivisano (Marcantonio Trevisani) dózse képmása Tiziano Velencében festett képe (olaj, vászon, 100 × 86,5 cm). 1577 után elkészített változata Budapesten, a Szépművészeti Múzeumban látható.

## Története
A kép eredetijét Tiziano a Velencei Köztársaság hivatalos festőjeként 1553-ban, Trivisano hatalomra jutása után festette a Palazzo Ducale számára. 1577-ben azonban, amikor a palota jó része leégett, ez a kép is megsemmisült, úgyhogy Tizianónak (többé-kevésbé emlékezetből) újra kellett festenie.

## A kép
A dózse háromnegyedes alakja a belső lelki méltóságot és magabiztosságot árasztó, érett reneszánsz férfi típusa, vonásai azonban (föltehetőleg az újrafestés miatt) kevésbé egyéniek, mint például Andrea Gritti dózse portréján (1540). Az idős férfi a dózsék hagyományos süvegét és aranybrokát köpenyét viseli.